# 李華 (成化進士)
李華（1439年—？），字子實，雲南大理衛軍籍，山東莒州人，明朝政治人物。進士出身。

## 生平
早年出身國子生，雲南鄉試第三名。成化十四年（1478年）戊戌科會試第三百三十六名，殿試登進士第三甲第二十七名。

## 家族
曾祖父李成。祖父李源。父亲李春。母陳氏。重庆下。娶程氏，繼娶吴氏。